# Stig (kolmått)
Stig eller kolstig är ett äldre volymmått för träkol. Det är också en benämning på den korg som användes att frakta träkol till hyttor, bruk och gruvor och som också kunde kallas läst eller ryss. En stig  rymde 12 tunnor kol. Trots det kunde volymen skilja i olika delar av landet, vilket reglerades i kungliga resolutioner. I Dalarna där allmogen erlade så kallad skatte-kol till Stora Kopparbergs gruva rymde varje tunna rymde 32 kappar. Det motsvarar cirka 17,6 hektoliter.  I andra bergslager skulle varje tunna innehålla 36 kappar vilket innebar att en stig motsvarade knappt 20 hektoliter. Skillnaden berodde på om man räknar med eller utan råge på tunnan. Även skrinda (18 tunnor) och storstig (24 tunnor) användes som mått på mängden kol.